# Подставский сельский совет (Липоводолинский район)
Подставский сельский совет (укр. Підставська сільська рада) — входит в состав Липоводолинского района Сумской области Украины.
Административный центр сельского совета находится в с. Подставки.

## Населённые пункты совета
- с. Подставки
- с. Мельниково
- с. Слободка